# Elección para gobernador de Luisiana de 2003
La elección para gobernador de Luisiana de 2003 se realizó el 4 de octubre de dicho año, así como en dos otros estados de Estados Unidos, para elegir a los responsables de la administración a nivel estatal. 

## Sistema electoral
El gobernador es elegido por sufragio universal, en un sistema de segunda vuelta. El margen para resultar electo en la primera ronda de votación es un 50% de los votos válidamente emitidos. Si ninguna candidatura logra el 50% de los votos válidamente emitidos, hay una segunda vuelta entre las dos más votadas.
Dura cuatro años en el ejercicio de sus funciones y puede ser reelegido como máximo en una ocasión.

## Resultados

### Primera vuelta
Con 100 % de los votos escrutados.
|  | 32,54 % |

|  | 18,36 % |

|  | 16,40 % |

|  | 13,79 % |

|  | 9,10 % |

|  | 6,22 % |

|  | 1,25 % |

|  | 0,58 % |

|  | 0,54 % |

|  | 0,53 % |

|  | 0,50 % |

|  | 0,47 % |

|  | 0,24 % |

|  | 0,18 % |

|  | 0,12 % |

|  | 0,11 % |

|  | 0,08 % |

|  | 100 % |

|  | 48,89 % |

### Segunda vuelta
|  | 51,95 % |

|  | 48,05 % |

|  | 100 % |

|  | 50,52 % |